# Vordere Brandjochspitze
La Vordere Brandjochspitze est une montagne qui s’élève à 2 559 m d’altitude dans les Karwendel, en Autriche.